# Baștevîci, Antrațît
Baștevîci (în ucraineană Баштевич) este un sat în comuna Mîkîtivka din raionul Antrațît, regiunea Luhansk, Ucraina.

## Demografie
Componența lingvistică a localității Baștevîci
     Rusă (57,69%)
     Ucraineană (42,31%)
Conform recensământului din 2001, majoritatea populației localității Baștevîci era vorbitoare de rusă (57,69%), existând în minoritate și vorbitori de ucraineană (42,31%).